# Сорвальская народная школа
Сорвальская народная школа (фин. Sorvalin kansakoulu) — начальное учебное заведение, действовавшее до 1939 года в Выборге. Двухэтажное школьное здание, включённое в перечень памятников архитектуры, занимает отдел ГИБДД Управления внутренних дел по Выборгскому району.

## История
В соответствии с образовательным законодательством Финляндии с 1860-х годов стала расширяться сеть финноязычных народных школ, представлявших собой начальные учебные заведения, пришедшие на смену немногочисленным лютеранским церковно-приходским школам. Вслед за Выборгской народной школой, открытой в 1868 году в центре города, стали открываться народные школы в городских районах (например, Репольская народная школа). Предместье на острове Сорвали было официально присоединено к городу в 1933 году, но уже в 1931 году рядом с маленькой деревянной школой вблизи от Сорвальского кладбища по проекту выборгского городского архитектора В. Кейнянена был возведён каменный корпус. Новое здание народной школы стало одной из самых заметных построек в посёлке, в котором преобладает малоэтажная застройка.
Небольшое двухэтажное здание начальной школы проектировалось переходный период, когда в финской архитектуре североевропейский неоклассицизм сменялся функционализмом. Гладко оштукатуренный асимметричный фасад, обращённый к улице, оформлен рядами прямоугольных окон (на первом этаже — с подоконными карнизами); верхняя часть здания также завершается карнизом. Ещё одним элементом, стилистически сближавшим здание с неоклассическими постройками, был рельефный узор на торцевой стене, располагавшийся в поле квадратного декора между высокими прямоугольными окнами первого и второго этажей.
После советско-финских войн (1939—1944) в здании размещалась школа № 3. В ходе ремонта был утрачен орнамент на торцевой стене, однако украшением фасада стало мозаичное панно, изображающее зодиакальный круг. На фасаде размещена памятная доска с надписью:

Улица Шестакова. Герой Советского Союза рядовой 129-го с.п. Шестаков Константин Константинович (1923—1944) геройски погиб в бою при освобождении Карельского перешейка.
С 2005 года изменился порядок финансирования бюджетных учебных заведений, поэтому в 2008 году школа № 3 была закрыта по причине неукомплектованности (в ней обучалось всего 80 детей). Освободившееся здание занял отдел Госавтоинспекции Управления внутренних дел по Выборгскому району.